# مجرم في إجازة (فلم)
مجرم في إجازة فيلم مصري من إنتاج عام 1958.

## قصة الفيلم
هل الجريمة مرض وراثي أم هي وليدة البيئة الفاسدة التي يقدر لبعض الناس العيش فيها ؟ هذا هو السؤال.. وهو أيضا الذي يحير بطله المحامي... إذ يعد بحثا في الإجرام يقول فيه أنه وليد البيئة وليس وليد الوراثة. . ويريد أن يجري تجربة عملية فيأتى بمجرم هارب اعتاد الإجرام ليضعه في بيئة بعيدة كل البعد عن الإجرام.. قريبة كل القرب من السمو، يدعوه إلى منزله حيث يعيش كصديق له وهناك تريد زوجة المحامى أن تخونه وهي تعرض حبها على المجرم فيتردد أولا ثم يستجيب.. والعصابة التي ينتمى إليها تدعوه إلى جريمة سرقة أموال شركة الترام.. فيخرج معها ويسرق النقود ثم يخفيها بمنزل المحامى.. غير أن هذا يعرف مكانها ويردها للصراف. . ثم يأخذ المجرم إلى منزل الصراف ليرى بنفسه ما كان يتعرض له الصراف المسكين لو سرقت النقود.. أن أمرين ينبهان ضمير المجرم أخيرا.. هما حبه الحقيقى لخادمة المحامى وحبه لطفل صغير داسته العصابة بسيارتها أثناء ارتكاب جريمة السرقة. فيثور على الإجرام وينال عقابه على جريمته الأخيرة.. ثم يخرج ثانية ليتزوج الخادمة بينما تموت الزوجة الخائنة، وينتهي المحامى من بحثه بأن المجرم إذا ما وجد نفسه في وسط يدعو للخير ويعيش عيشة الخير وإذا ما خفق قلبه بالأحاسيس والعواطف السامية رأيته يتحول من مجرم إلى ملاك طاهر.. ويفوز الخير.

## بطولة
- فريد شوقي
- صباح
- عماد حمدي
- وداد حمدي
- سميحة أيوب
- محمود السباع
- فاروق عجرمة
- عبد الرحيم الزرقاني
- كامل أنور
- حسن البارودي
- أحمد فرحات

## روابط خارجية
- مقالات تستعمل روابط فنية بلا صلة مع ويكي بيانات